# Cmentarz wojenny nr 203 – Tarnów-Krzyż
Cmentarz wojenny nr 203 – Tarnów-Krzyż – austriacki cmentarz wojenny z okresu I wojny światowej wybudowany przez Oddział Grobów Wojennych C. i K. Komendantury Wojskowej w Krakowie na terenie jego okręgu VI Tarnów.
Była to niewielka prostokątna kwatera w północno-wschodniej części cmentarza komunalnego w Tarnowie-Krzyżu przy ul. Krzyskiej. Pochowano na nim 35 poległych żołnierzy armii rosyjskiej. Pomnikiem centralnym był wysoki betonowy krzyż prawosławny. Cmentarz zaprojektował Heinrich Scholz.
W 1931 roku pochowano na nim Mykołę Junakiwa generała-pułkownika i szefa Sztabu Generalnego armii Ukraińskiej Republiki Ludowej. W Tarnowie znajdowała się siedziba rządu emigracyjnego tego państwa.
Po II wojnie światowej cmentarz został zniszczony. Jego teren został zajęty przez pochówki cywilne. Pozostał tylko prawosławny krzyż z umieszczoną pod nim tablicą z tekstem w językach ukraińskim i polskim, która informuje o pochowanym tutaj generale. 